# Agathiphaga
Kauri-Motten (Agathiphaga) sind eine Gattung der Schmetterlinge, sie sind die einzigen Vertreter der ursprünglichen Familie Agathiphagidae. Wegen ihrer isolierten Stellung werden sie sogar in eine eigene Überfamilie Agathiphagoidea, und in eine eigene Unterordnung Aglossata, gestellt. Nächst zu den Micropterigidae gelten sie meist als die ursprünglichste lebende (rezente) Gruppe der Schmetterlinge. Die meisten Autoren betrachten die Heterobathmiidae + Glossata zusammengenommen als ihre Schwestergruppe. Die beiden Arten leben im südwestpazifischen Raum.

## Merkmale
Agathiphaga zeichnet sich durch eine ganze Reihe ursprünglicher Merkmale aus, darunter des Fehlen eines Saugrüssels (Proboscis) und das Vorhandensein von Mandibeln. Die Beine besitzen die Sporenformel 1-4-4, der Protibialsporn und der Mittelsporn an der Mitteltibie sind einzigartige Plesiomorphien innerhalb der Ordnung Lepidoptera. Die Falter haben Ähnlichkeit mit Köcherfliegen (Trichoptera) und wie diese halten sie ihre Fühler in der Ruhestellung gerade nach vorne gestreckt. Sie sind mittelgroß, mit Flügelspannweiten bis 25 Millimeter; ihre Flügel sind kryptisch gefärbt, braun marmoriert, und werden in Ruheposition steil dachförmig gehalten. Sie besitzen enorm große, asymmetrische Mandibeln, die mit je einem Dorn und einem becherförmig ausgehöhlten Endfortsatz mit gesägtem Rand versehen sind. Das Ei, die Jungraupe und die Anzahl der Larvalstadien sind unbekannt. Die erwachsenen Raupen sind beinlose, madenförmige Minierer.

## Verbreitung und Lebensweise
Agathiphaga vitiensis Dumbleton, 1952 kommt auf einigen Inseln des Südwestpazifiks vor (Fidschi, Vanuatu, Salomonen, Neukaledonien). Agathiphaga queenslandensis Dumbleton, 1952 ist von wenigen Regenwald-Standorten in Australien (Queensland) bekannt. Die Falter sind nachtaktiv und bisher nur extrem selten im Freiland gefunden worden. Die Eier werden mutmaßlich an die Zapfen der Kauri-Bäume (Agathis spp., Araucariaceae) abgelegt und die junge Raupe bohrt sich wahrscheinlich in die Zapfen ein. Die erwachsenen Raupen minieren in den Samen und können in Australien an manchen Standorten bis zu 50 Prozent der Agathis robusta-Samen befallen, obwohl im langjährigen Durchschnitt der Befall nur bei 10 Prozent liegt. Ausgewachsene Raupen kleiden die Wände ihres Fraßgangs mit einem sich erhärtenden Sekret aus und treten in eine obligatorische Diapause ein, die nur schwer zu brechen ist. Aus im Februar 1964 gesammelten raupenbesetzten Samen schlüpften mehrere Falter im April 1966 und im September 1969, doch waren auch einige Raupen zu diesem Zeitpunkt noch immer nicht verpuppt. Bei Agathiphaga vitiensis konnte durch Anfeuchten der Samen und durch Trommeln auf den Zuchtbehälter 8 bis 12 Stunden später der Falterschlupf ausgelöst werden, was vermuten lässt, dass im Freiland starke Regenfälle und eine Luftfeuchtigkeit von 80 Prozent den Schlupf begünstigen. Beim Schlupf bohrt die Puppe mit Hilfe ihrer beweglichen Mandibeln ein Loch in den Samen, zwängt sich halb hinaus und ergreift den Rand des Ausschlupflochs mit den Tarsen. Dann erst schlüpft der Falter aus, während die Puppenhülle im Schlupfloch zurückbleibt.